# Bahnstrecke Oranienburg–Velten
| Ehem. Abzw. der Bahnstrecke Oranienburg–Velten (links) von der Bahnstrecke Oranienburg–Kremmen bei km 32,4/9,9 (Lage) |                                                    |                     |                     |
| Kursbuchstrecke (DB): | 192 (1968)                                         |                     |                     |
| Streckenlänge: | 15,7 km                                            |                     |                     |
| Spurweite: | 1435 mm (Normalspur)                               |                     |                     |
| Streckengeschwindigkeit: | ab 1951: 40 km/h ab 1957: 30 km/h ab 1964: 50 km/h |                     |                     |
| |                                                    |                     |                     |
| \| \| \| von Neustrelitz \| \| \| \| 38,1 \| Oranienburg \| Oranienburg \| \| \| \| nach Berlin \| \| \| \| 34,6 \| Anst Kaltwalzwerk \| Anst Kaltwalzwerk \| \| \| \| Oranienburger Kanal \| \| \| \| 32,3 9,8 \| Eden \| Eden \| \| \| \| nach Kremmen \| \| \| \| 7,1 \| Germendorf Süd \| Germendorf Süd \| \| \| 4,7 \| Leegebruch \| Leegebruch \| \| \| \| von Kremmen \| \| \| \| 0,0 \| Velten (Mark) \| Velten (Mark) \| \| \| \| nach Berlin \| \| \| \| \| nach Nauen \| \| |                                                    |                     |                     |
| Strecke |                                                    | von Neustrelitz     | von Neustrelitz     |
| Bahnhof mit S-Bahn-Halt | 38,1                                               | Oranienburg         | Oranienburg         |
| Abzweig ehemals geradeaus und nach links |                                                    | nach Berlin         | nach Berlin         |
| Blockstelle (Strecke außer Betrieb) | 34,6                                               | Anst Kaltwalzwerk   | Anst Kaltwalzwerk   |
| Brücke über Wasserlauf (Strecke außer Betrieb) |                                                    | Oranienburger Kanal | Oranienburger Kanal |
| Haltepunkt / Haltestelle (Strecke außer Betrieb) | 32,3 9,8                                           | Eden                | Eden                |
| Abzweig geradeaus und nach rechts (Strecke außer Betrieb) |                                                    | nach Kremmen        | nach Kremmen        |
| Haltepunkt / Haltestelle (Strecke außer Betrieb) | 7,1                                                | Germendorf Süd      | Germendorf Süd      |
| Haltepunkt / Haltestelle (Strecke außer Betrieb) | 4,7                                                | Leegebruch          | Leegebruch          |
| Abzweig ehemals geradeaus und von rechts |                                                    | von Kremmen         | von Kremmen         |
| Bahnhof | 0,0                                                | Velten (Mark)       | Velten (Mark)       |
| Abzweig ehemals geradeaus und nach links |                                                    | nach Berlin         | nach Berlin         |
| Strecke (außer Betrieb) |                                                    | nach Nauen          | nach Nauen          |

Die Bahnstrecke Oranienburg – Velten ist eine stillgelegte und abgebaute Nebenbahn im Landkreis Oberhavel in Brandenburg. Die eingleisige Verbindung wurde 1951 eröffnet. Durch die Inbetriebnahme des nahe gelegenen Berliner Außenrings sank die Bedeutung der Bahn auf ein Minimum, so dass bereits 1969 – nur 18 Jahre nach Inbetriebnahme – die Stilllegung erfolgte.

## Verlauf
Die Strecke fädelte nordwestlich des Bahnhofs Velten (Mark) aus der Kremmener Bahn aus. Etwa 1,3 Kilometer nach dem Abzweig kreuzt der Berliner Ring die ehemalige Trasse. Da die Autobahn erst in den 1970er Jahren erbaut wurde, ist keine Überführung vorhanden. Weitere 2,3 Kilometer weiter erreichte die Bahn den Haltepunkt Leegebruch westlich des Ortes. Die Trasse führt nun nach Nordnordwesten und tangiert anschließend in östlicher Richtung den Süden des Oranienburger Ortsteils Germendorf. Hier befand sich der Haltepunkt Germendorf Süd. Bei Eden fädelte die Strecke in die Bahnstrecke Nauen–Oranienburg der Umgehungsbahn ein, auf der die Züge weiter zum Endbahnhof Oranienburg an der Nordbahn fuhren.

## Geschichte

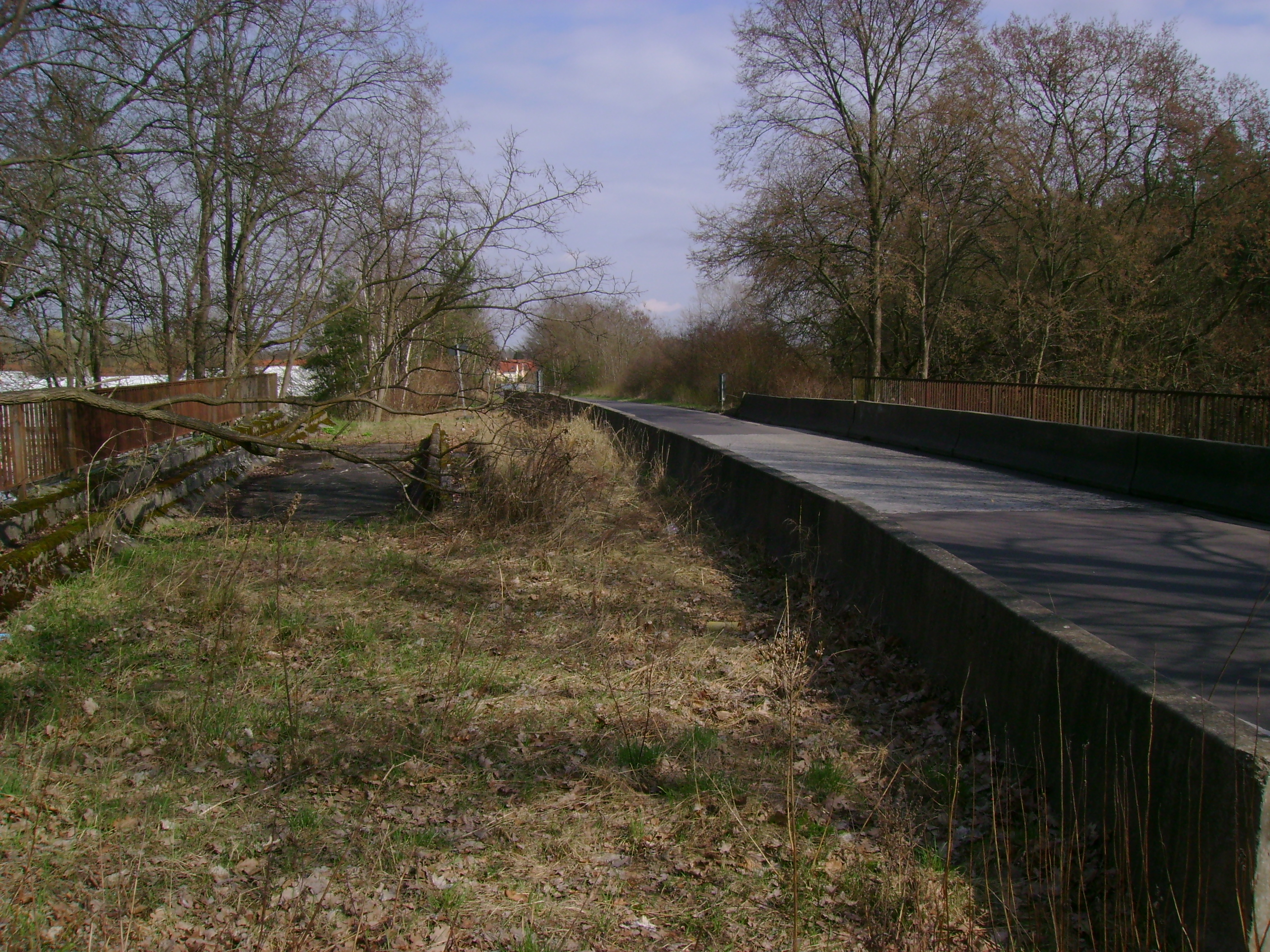
Brücke der „Heinkelchaussee“ (Oktober 2012 abgerissen) in Germendorf. Auf der linken Seite ist das ehemalige Gleisbett zu sehen.(2011)

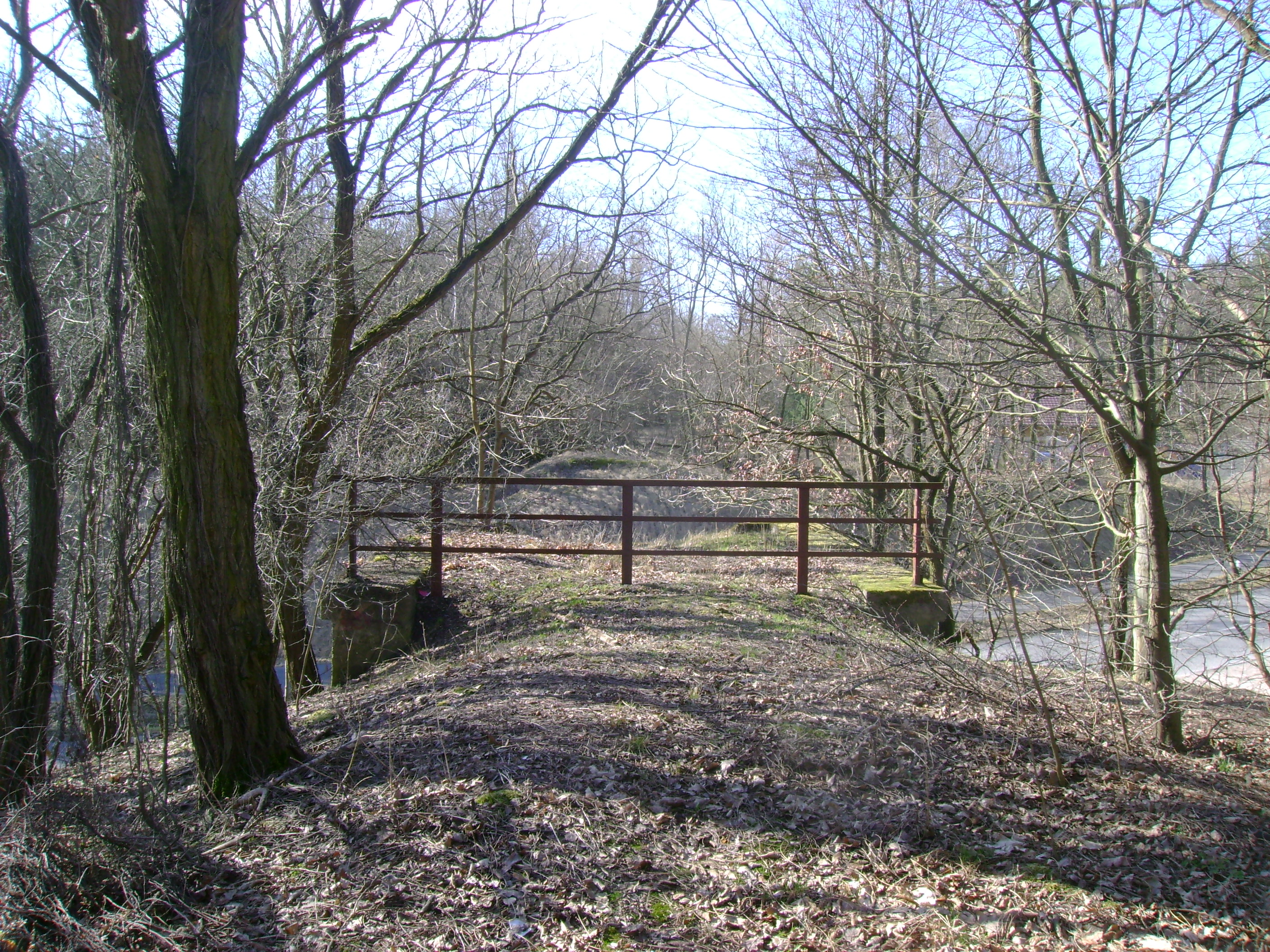
Abgebaute Brücke an der Leegebrucher Chaussee zwischen Leegebruch und Bärenklau. (2011)

Die Anfänge der Strecke liegen in den späten 1930er Jahren, als das Reichsluftfahrtministerium beschlossen hatte, bei Leegebruch eine Fabrik der Heinkel-Werke zu errichten. Für diese wurde von Eden ausgehend ein Gleisanschluss zum Gelände des Werkes errichtet. Auf dem Betriebsgelände und in Eden entstanden jeweils 300 Meter lange Bahnsteige, über die vermutlich Werkpersonenzüge bis Oranienburg verkehrten.
Nach dem Zweiten Weltkrieg ergab sich durch die Teilung Berlins der Umstand, dass die Lokomotivfabrik und das Stahl- und Walzwerk Hennigsdorf nicht mehr auf die in West-Berlin ansässige Belegschaft zurückgreifen konnten. Ähnliche Probleme bestanden in Velten. Auf der anderen Seite gab es in Leegebruch infolge der Schließung der Heinkel-Werke einen Arbeitskräfteüberschuss. In Absprache mit der Deutschen Reichsbahn wurde der Entwurf für eine Strecke von Velten nach Oranienburg festgelegt. Die Bahn sollte nördlich des Haltepunkts Bärenklau aus der Kremmener Bahn ausfädeln. Weiter war ein Verlauf südlich von Leegebruch durch das Veltener Luch vorgesehen und anschließend die Nutzung der alten Werkbahntrasse. In Leegebruch und Germendorf Süd war der Neubau von Haltepunkten vorgesehen, in Eden sollte der alte Werkbahnsteig genutzt werden. Der erste Spatenstich am 28. August 1949 fand im Beisein des Landrates des Landkreises Osthavelland statt. Im Frühjahr 1950 stellte sich heraus, dass der Abschnitt südlich von Leegebruch nicht die gewünschte Tragfähigkeit für Güterzüge aufwies, sodass in Absprache mit der Bevölkerung ein neuer Trassenverlauf festgelegt wurde. Die Gemeinde Velten stellte einen Geländestreifen östlich der Kremmener Bahn zur Verfügung, sodass die Bahn direkt in den Bahnhof einfädeln konnte. Im weiteren Verlauf sollte die Strecke dann westlich des Veltener Luchs vorbeiführen. Da der Haltepunkt Bärenklau somit nicht von den Zügen bedient worden wäre, war ein zweiter Haltepunkt für den Ort vorgesehen, in Velten entstand ein neuer Seitenbahnsteig nördlich des Empfangsgebäudes. Am 24. Februar 1951 befuhr der Eröffnungszug im Beisein des Präsidenten der Reichsbahndirektion Berlin die Strecke, am Folgetag begann der fahrplanmäßige Verkehr. Die Inbetriebnahme der Haltepunkte Germendorf und Leegebruch wurde mit mehrwöchiger Verspätung bekannt gegeben, der Haltepunkt für Bärenklau wurde hingegen nicht umgesetzt.

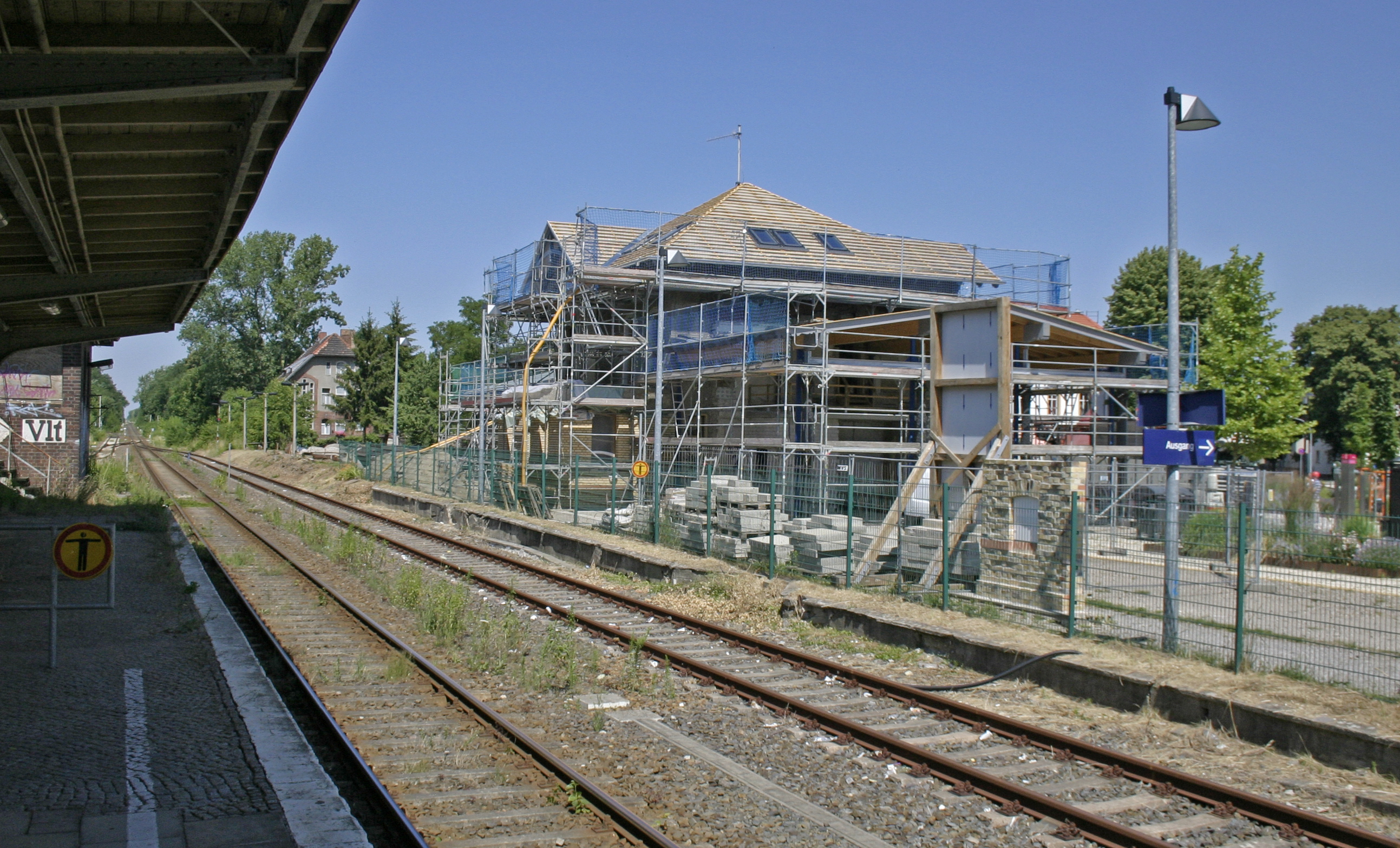
Empfangsgebäude des Veltener Bahnhofs mit den Überresten des Leegebrucher Bahnsteigs im Hintergrund (2015)

Bereits zweieinhalb Jahre später wurde am 1. Oktober 1953 der Berliner Außenring nördlich von Berlin eröffnet. Mit den 1955 eröffneten Verbindungskurven zur Kremmener Bahn und zur Nordbahn bestand damit eine zweite Schienenverbindung zwischen Hennigsdorf und Oranienburg. Auf Grund des zweigleisigen Ausbaus war dieser allerdings leistungsfähiger. Zudem konnten auf der neuen Strecke höhere Geschwindigkeiten gefahren werden als auf der im Hau-Ruck-Verfahren eröffneten Strecke über Leegebruch, wodurch ein Fahrtzeitverlust wegen des längeren Weges vermieden werden konnte. Dennoch behielt die Reichsbahn die Leegebrucher Strecke zunächst bei und bot anfangs zwischen Oranienburg und Hennigsdorf mehr Züge über Leegebruch an als über den Außenring.
Ab 1957 wurde die Höchstgeschwindigkeit der Nebenbahn von 40 auf 30 km/h herabgesetzt. 1960 verkehrten acht Personenzugpaare werktags zwischen Oranienburg und Velten, zu Schichtwechselzeiten fuhren drei davon bis Hennigsdorf durch. Am Wochenende war das Angebot etwas geringer. Später wurde der Verkehr zunehmend über Birkenwerder geleitet beziehungsweise durch Busse ergänzt und ersetzt. Ab 1964 lag die Streckenhöchstgeschwindigkeit bei 50 km/h. Im letzten Betriebsjahr 1968/69 gab es werktags fünf Züge zwischen Velten und Oranienburg, sechs in Gegenrichtung. Bis 1968 war die Strecke nicht für den Verkehr von Güterzügen zugelassen.
Die Verbindung wurde am 1. Juni 1969 stillgelegt und bald darauf abgetragen, um Platz für den Neubau des Berliner Autobahnrings zu machen. Der Leegebrucher Bahnsteig in Velten wurde noch bis in die 1970er Jahre genutzt. Der Verkehr entlang der ehemaligen Strecke wird heute durch die Buslinie 824 der Oberhavel Verkehrsgesellschaft durchgeführt, die grob dem Verlauf der Trasse folgt.
Im Oktober 2012 wurde die Eisenbahn- und Straßenbrücke über die Veltener Straße in Germendorf abgetragen.